# Miguel Cury
Miguel Vicente Cury (Campinas, 1º de janeiro de 1898 — Campinas, 24 de maio de 1973) foi um empresário e político brasileiro.

## Biografia
Filho de Vicente e Júlia Cury.
Natural de Campinas, interior do Estado de São Paulo, passou seus primeiros anos em Martim Francisco, nos arredores de Mogi Mirim. Sua família transferiu-se em seguida para Araras, onde Miguel Vicente Cury, iniciou seus estudos primários. Estudou humanidades por cinco anos na Europa, retornando em seguida a Araras e tornando-se comerciário. Após formar-se em contabilidade, mudou-se para Mogi Mirim, onde criou em 1919, juntamente com seu pai, uma oficina de reforma de chapéus. Em 1920, regressou à sua cidade natal e, também com seu pai, fundou a Chapéus Cury, atualmente maior fabricante de chapéus do Brasil.

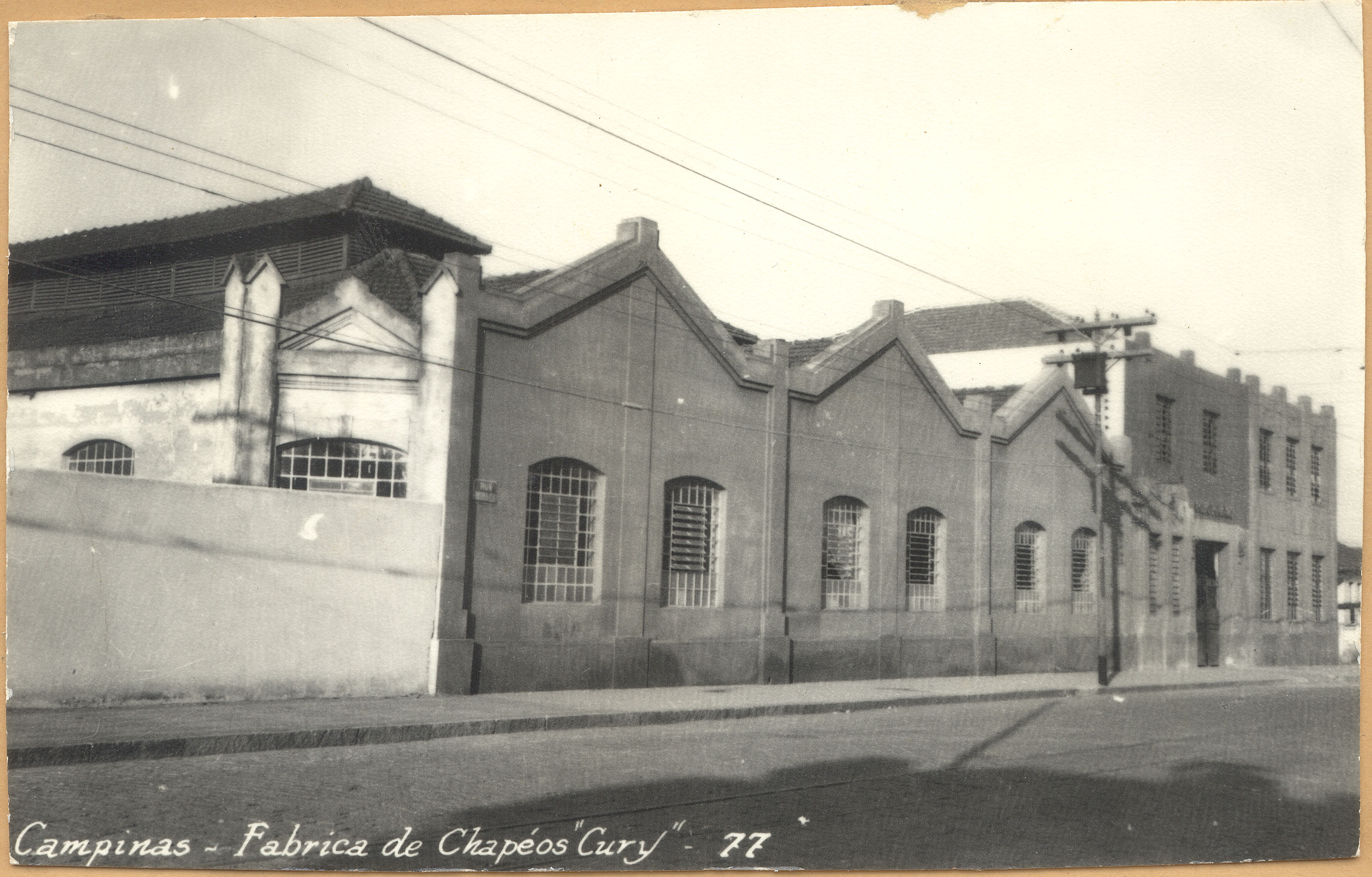
Fábrica de Chapéus Cury (década de 1910)

Ocupou por duas vezes o posto de prefeito de Campinas, de 1948 a 1951 e de 1960 a 1963. Em maio de 1951, último ano de seu primeiro mandato, renunciou à prefeitura para candidatar-se a vereador por Campinas, sendo eleito para a legislatura de 1952 a 1955.
Ao assumir a prefeitura em 1948, encontrou as finanças do município em estado crítico, tendo chegado a realizar operações financeiras com endosso pessoal para manter ativos os serviços públicos. O saneamento das finanças deu-se por meio da criação de um novo Código Tributário que propiciou um aumento de arrecadação. Implementou melhorias importantes na infra-estrutura da cidade, com a ampliação da rede de água e esgoto, a pavimentação de diversas vias e a implantação de conjuntos habitacionais para a baixa renda (em conjunto com o IAPI e a Caixa dos Ferroviários). Também em seu primeiro mandato, promoveu significativas transformações urbanísticas em Campinas, como o prolongamento da Avenida Andrade Neves até o Jardim Chapadão, o alargamento de vias centrais e a construção do viaduto sobre os trilhos da FEPASA (posteriormente denominado Viaduto Miguel Vicente Cury). Neste período, teve início a construção do Aeroporto de Viracopos pelo governo estadual, com suporte da prefeitura.
Em seu segundo mandato como prefeito, efetuou nova ampliação da estrutura de tratamento de água, duplicando sua capacidade, e introduziu a fluoretação da água distribuída em Campinas. Instalou parques desportivos, notadamente o conjunto esportivo do Parque Portugal, e colaborou com o governo estadual na ampliação da rede de ensino fundamental da cidade.
Casou-se com Maria Batrum Cury. Deste matrimônio nasceu: Maria Júlia Cury Azem, casada com Adel Azem e Aderbal, casado com Vera Roso Cury.
Faleceu em 1973, aos 74 anos.